# Euploea waterhousi
Euploea waterhousi är en fjärilsart som beskrevs av Felix Bryk 1937. Euploea waterhousi ingår i släktet Euploea och familjen praktfjärilar. Inga underarter finns listade i Catalogue of Life.